# Alessandro Russo
Alessandro Russo (Reggio Calabria, 31 maart 2001) is een Italiaans voetballer die als doelman speelt.

## Clubcarrière
Russo genoot zijn jeugdopleiding bij Carmine Coppola, F24 Messina en Genoa CFC. In 2019 maakte hij de overstap naar US Sassuolo, dat zeven miljoen euro voor hem betaalde. Op 4 december 2019 maakte hij er zijn officiële debuut in het eerste elftal: in de bekerwedstrijd tegen Perugia Calcio (1-2-verlies) mocht hij in doel starten.
Op 29 augustus 2020 werd Russo voor de rest van het seizoen uitgeleend aan Virtus Entella. Daar speelde hij in het seizoen 2020/21 achttien wedstrijden in de Serie B. In juli 2021 werd hij opnieuw uitgeleend, ditmaal aan reeksgenoot US Alessandria Calcio 1912. Daar maakte hij op 18 september 2021 zijn officiële debuut in het eerste elftal: toen eerste doelman Matteo Pisseri in de competitiewedstrijd tegen US Lecce in de slotfase geblesseerd uitviel, kwam Russo hem vervangen. Drie dagen later kreeg hij tegen Ascoli Calcio een basisplaats, maar tijdens de rust kwam Pisseri hem vervangen. Het werd meteen ook zijn laatste officiële wedstrijd voor Alessandria, want de uitleenbeurt werd vroegtijdig beëindigd.
In januari 2022 werd hij voor de rest van het seizoen uitgeleend aan de Belgische eersteklasser Sint-Truidense VV. Kort na zijn komst stond hij tussen de palen in de competitiewedstrijden tegen Antwerp FC (1-1) en Sporting Charleroi (0-1-verlies) – eerste doelman Daniel Schmidt vertoefde die week in Azië voor twee interlands met Japans en tweede doelman Kenny Steppe was op dat moment geblesseerd. De huur van Russo stuitte op onbegrip bij een deel van de Truiense achterban, die liever een jeugdproduct (Wim Vanmarsenille of Keo Boets) in doel hadden willen zien staan tijdens deze korte periode.

## Interlandcarrière
Russo nam in 2018 deel aan het EK –17 in Engeland. Hij speelde mee in elke wedstrijd, waaronder de halve finale tegen België (die Italië met 2-1 won) en de verloren finale tegen Nederland. Italië en Nederland hielden elkaar aanvankelijk op een 2-2-gelijkspel, maar in de strafschoppenserie waren de Nederlanders de beste. In 2019 nam hij met de Italiaanse U19 ook deel aan het EK –19 in Armenië, maar daar kwam hij niet in actie.